# Layne Beachley
Layne Beachley, pseudonimo di Tania Maris Gardner (Sydney, 24 maggio 1972), è una surfista e attrice australiana.
È ritenuta come la migliore surfista di tutta la storia, avendo vinto sette volte il campionato mondiale.

## Carriera sportiva
All'età di 16 anni diventa professionista, 4 anni dopo è sesta nella classifica mondiale. Layne però dal 1993 al 1996 soffre di fatica cronica. Dopo essersi ripresa e dopo aver passato alcuni traumi riguardanti la sua famiglia e vita personale (conosce la sua vera madre solo nel 1999), la Beachley vince la Women's ASP World Champion nel 1998.
Vince di nuovo nel 1999, 2000, 2001, 2002, 2003 e 2006, aggiudicandosi il titolo di "surfista professionista di sesso femminile con più successo nel mondo del surf". Nel 2004 partecipa (cosa che succede molto raramente) ad un campionato maschile (Energy Australia Open).
Il 10 ottobre 2008 annuncia a tutto il mondo il suo ritiro dal mondo del surf a causa dell'età "avanzata".

## Carriera cinematografica
È apparsa nel film Blue Crush (2002), Billabon Odyssey (2003) e Step into Liquid (2003).